# Megaselia henrydisneyi
Megaselia henrydisneyi är en tvåvingeart som beskrevs av Durska 1998. Megaselia henrydisneyi ingår i släktet Megaselia och familjen puckelflugor.
Artens utbredningsområde är Polen. Arten är reproducerande i Sverige. Inga underarter finns listade i Catalogue of Life.